# 納涼ゆかた寄席
『納涼ゆかた寄席』（のうりょうゆかたよせ）は、1985年7月1日から同年9月2日までテレビ東京系列局で放送されていたテレビ東京製作の演芸番組である。その後も1985年9月9日から同年10月9日まで『お笑い名人寄席』（おわらいめいじんよせ）と題して放送されていた。全9回＋5回。

## 概要
落語をメインにしていた寄席番組で、他に漫才や漫談も取り上げていた。東京・浅草演芸ホールからの中継録画で放送。

## 放送時間
いずれも日本標準時。
- 月曜 22:00 - 22:30 （1985年7月1日 - 1985年9月23日）
- 水曜 22:00 - 22:30 （1985年10月2日 - 1985年10月9日）

## 出演者

### 司会
- 十代目柳家小きん（後の四代目桂三木助） - 『納涼ゆかた寄席』時代に出演。
- 団しん也 - 『お笑い名人寄席』時代に出演。

### 各回の出演者
1. 7月1日：桂歌丸、春日三球・照代
2. 7月8日：三代目三遊亭圓歌、内海桂子・好江
3. 7月15日：おぼん・こぼんほか
4. 7月22日：四代目柳家小せん
5. 7月29日：三遊亭小遊三、四代目桂米丸
6. 8月5日：獅子てんや・瀬戸わんや、十代目柳家小三治
7. 8月19日：Wけんじ、八代目橘家圓蔵 - 彼らの出演回は8月12日に放送される予定だったが、同日に発生した日本航空123便墜落事故関連の報道特別番組が編成されたために休止になり、翌週へ回された。
8. 8月26日：春風亭小朝、林家しん平
9. 9月2日：初代林家木久蔵（後の林家木久扇）ほか - ここまで『納涼ゆかた寄席』。
10. 9月9日：コロムビア・トップ・ライト、春風亭柳昇 - ここから『お笑い名人寄席』。
11. 9月16日：四代目三遊亭金馬、牧伸二
12. 9月23日：三代目三遊亭圓歌ほか
13. 10月2日：マギー司郎、三代目三遊亭圓右
14. 10月9日：林家こん平、青空千夜・一夜